# Кызылшилик (Каркаралинский район)
Кызылшилик (каз. Қызылшілік) — село в Каркаралинском районе Карагандинской области Казахстана. Входит в состав Шарыктинского сельского округа. Код КАТО — 354887200.

## Население
В 1999 году население села составляло 290 человек (144 мужчины и 146 женщин). По данным переписи 2009 года, в селе проживали 193 человека (105 мужчин и 88 женщин).